# Diaptomus falsomirus
Diaptomus falsomirus is een eenoogkreeftjessoort uit de familie van de Diaptomidae. De wetenschappelijke naam van de soort is voor het eerst geldig gepubliceerd in 1972 door Kiefer.